# Hyalohelicomina deutziae
Hyalohelicomina deutziae är en svampart som först beskrevs av T. Yokoy., och fick sitt nu gällande namn av T. Yokoy. 1974. Hyalohelicomina deutziae ingår i släktet Hyalohelicomina, divisionen sporsäcksvampar och riket svampar.   Inga underarter finns listade i Catalogue of Life.